# Pedro Romeiras
Pedro Romeiras (Lissabon 3 juli 1961) is een Portugese klassiek balletdanser en choreograaf. Hij won de tweede gouden medaille bij de Prix Français de la Dance 1982. Hij danste in klassieke stukken, rollen als Siegfried in Het Zwanenmeer, Basilio in  Don Quixote. Romeiras werkte en was te gast bij Het Nationale Ballet en Ballet D'el Teatro Municipal als danser, balletmeester en choreograaf.
Hij danst bij het Engelse gezelschap Body of People.